# 多奈川站

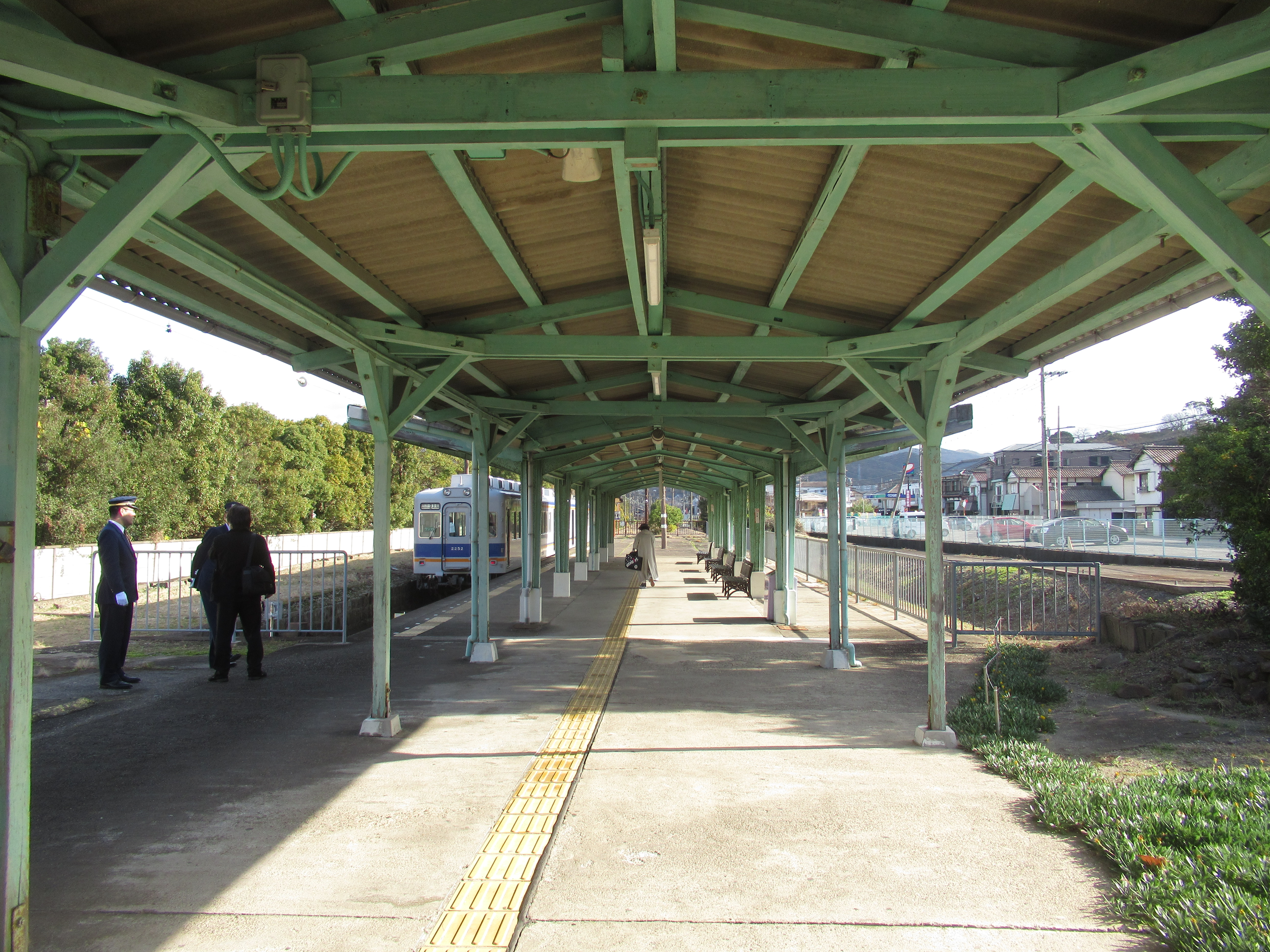
多奈川站月台（2018年12月27日）

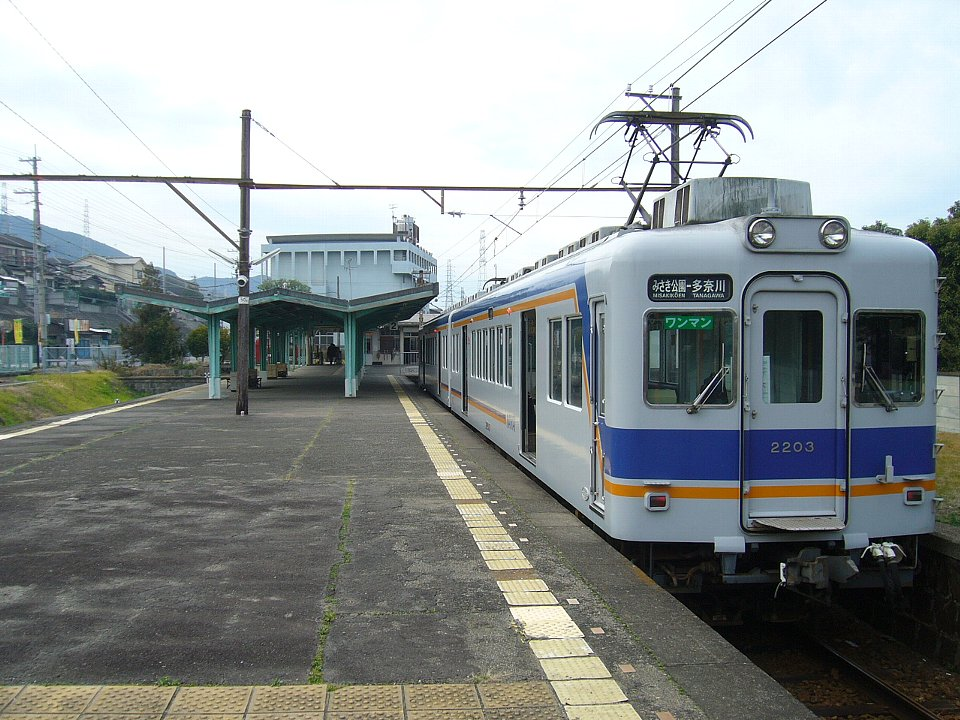
月台末端望向車站（2007年2月27日）

多奈川站（日语：／ Tanagawa eki */?）是位於大阪府泉南郡岬町多奈川谷川2290番地，南海電氣鐵道（南海）的多奈川線車站（終點站）。車站編號為NK41-3。
此站是大阪府內最西車站。

## 歷史
- 1944年（昭和19年）6月1日 - 近畿日本鐵道車站啟用。
- 1947年（昭和22年）6月1日 - 路線轉讓至南海電氣鐵道。

曾經於鄰站深日港站設有前往淡路島方向的渡輪服務。為了轉乘該渡輪，此站設有急行「淡路號」行走於此站與難波之間。詳情參見「南方」。

## 車站構造
車站是一座地面車站，設有2面1線的月台。曾經此站設有2面2線的月台，南邊為1號月台，北邊是2號月台。2號月台北邊的月台不再使用，現時已經使南邊月台。此外1號月台中的路軌已經撒走。
車站大樓位於月台西端（止衝擋附近）。此站設有廁所。

## 使用況
在2019年度調査結果中，1日的平均上下車人次為603人。在南海所有車站（100座車站）中排名80位。

## 車站周邊
站前設有迴旋路，社區巴士「迷你循環巴士岬」停靠站前。車站北邊設有工場，南邊的府道上設有民居，西邊設有岬町立文化中心。

## 相鄰車站
南海電氣鐵道
 多奈川線
深日港（NK41-2）－多奈川（NK41-3）

## 注腳
1. ↑  米屋こうじ. . 洋泉社（日语：洋泉社）. 2016: 158–159. ISBN 978-4-8003-0924-2 （日语）.

## 外部連結
- 多奈川 - 南海電氣鐵道（日語）